# Paul Paviot
Paul Paviot (Levallois-Perret, 11 marzo 1926 – Luxey, 23 novembre 2017) è stato un regista e sceneggiatore francese.

## Biografia
Nato nel 1926 a Levallois-Perret, comune a nord-ovest di Parigi, Paul Paviot si è diplomato alla École nationale supérieure Louis-Lumière nel 1944.
Nel 1947 ha iniziato la carriera cinematografica come fotografo di scena, lavorando con registi quali Gilles Grangier (Par la fenêtre, 1948), Robert Florey (Marocco, 1949), Louis Daquin (Le point du jour, 1949 e Maître après Dieu, 1951) e Rudolph Maté (Il guanto verde, 1952).
In questi anni ha realizzato una trilogia di cortometraggi-parodia dei film di genere hollywoodiani: il western Terreur en Oklahoma (1951, co-diretto con André Heinrich), il noir Chicago Digest (1952) e l'horror Torticola contre Frankensberg (1952), tutti e tre interpretati da un giovane Michel Piccoli e co-prodotti dalla Pavox Films fondata da Paviot.
Il suo nome è anche associato all'organizzazione Groupe des Trente, nata nel 1953 per la difesa e la diffusione dei cortometraggi francesi. Oltre ad essere stato uno dei primi firmatari del manifesto che ha suggellato la nascita del gruppo, insieme a registi, produttori e tecnici tra cui Georges Franju, Alain Resnais, Alexandre Astruc, Pierre Kast e Ghislain Cloquet, Paviot ha ricoperto la carica di presidente dal 1958.
Dopo altri due corti realizzati con il mimo Marcel Marceau, tra cui Pantomimes che nel 1955 ha ottenuto un riconoscimento al Festival di Berlino, tra il 1957 e il 1962 ha scritto e diretto i suoi unici tre lungometraggi per il cinema. Uno di questi, Pantalaskas del 1960, è stato selezionato per rappresentare la Francia al Festival di Locarno.
A metà degli anni sessanta ha abbandonato il cinema per una lunga carriera televisiva come regista di serie, film e documentari. Tra questi, Le chien qui a vu Dieu con Jean Bouise (1970), adattamento del racconto Il cane che ha visto Dio di Dino Buzzati, il musical Irma la Douce (1972) e Hugues Panassié ou la passion du jazz (1974), documentario dedicato al critico e produttore francese Hugues Panassié.
«Ho lasciato il cinema un po' per forza e perché la televisione mi corteggiava», ha dichiarato nel 2007 sul quotidiano Sud Ouest, «ma non mi sono mai pentito della mia scelta. Sentivo che il cinema non era la mia famiglia e, soprattutto, ho lavorato per la TV in condizioni da sogno».
Ha concluso l'attività di regista nel 1980, dopo aver scritto e diretto il documentario Une centenaire qui se porte bien. Dal 1981 al 1986 è stato direttore dei programmi di France 3 Bourgogne Franche-Comté e in seguito si è dedicato a progetti per la comunità, in particolare per la difesa dell'ambiente.
Nell'aprile del 2009, durante una visita al regista e amico di vecchia data Chris Marker (di cui nel 1956 aveva prodotto uno dei primi lavori, Dimanche à Pékin), ha ricevuto da questi un libro in regalo con una dedica: «Per Paul, che si porterà dietro la schiacciante responsabilità di avermi permesso di essere un regista».
Paul Paviot è morto il 23 novembre 2017, all'età di 91 anni, nella sua casa di Luxey nelle Landes dove viveva da molti anni.

## Filmografia
Regista
- Torticola contre Frankensberg (1952) - Cortometraggio
- Saint-Tropez, devoir de vacances (1952) - Documentario, cortometraggio
- Chicago Digest (1952) - Cortometraggio
- Tempi nostri - Zibaldone n. 2, regia di Alessandro Blasetti (1954) *
- Un jardin public (1955) - Cortometraggio
- Pantomimes (1956) - Cortometraggio
- Mam'zelle Souris (1957)
- Django Reinhardt (1957) - Cortometraggio
- Pantalaskas (1960)
- Portrait-robot (1962)

Sceneggiatore
- Terreur en Oklahoma (1951) - Cortometraggio
- Torticola contre Frankensberg (1952)
- Saint-Tropez, devoir de vacances (1952)
- Un jardin public (1955)
- Pantomimes (1956)
- Mam'zelle Souris (1957)
- Django Reinhardt (1957)
- Pantalaskas (1960)
- Portrait-robot (1962)

* Paul Paviot ha diretto l'episodio La Parade, presente nell'edizione francese del film.

### Televisione
Regista
- Lumière (1953) - Documentario, cortometraggio
- Thierry La Fronde (1964) - Serie tv, 1 episodio della 3ª stagione
- Polizeifunk ruft (1968) - Serie tv, 5 episodi della 2ª stagione
- Le chien qui a vu Dieu (1970)
- Irma la Douce (1972)
- La fin et les moyens (1972)
- Le masque aux yeux d'or (1973)
- Midi Trente (1973) - Serie tv, 2 episodi
- Genitrix (1973)
- Le mauvais (1973)
- Hugues Panassié ou la passion du jazz (1974) - Documentario
- Sultan à vendre (1974)
- Le Mariage - l'amour et les relations amoureuses (1975) - Documentario
- Mauriac ou l'enracinement (1976)
- Les idées et les hommes (1976-1978) - Serie di documentari, 4 episodi
- La terrasse de Malagar (1977) - Documentario
- Le seigneur de Bel-Air (1978) - Documentario
- Bonjour Monsieur Courteline (1979) - Documentario
- Une centenaire qui se porte bien (1980) - Documentario

Sceneggiatore
- Lumière (1953)
- Le masque aux yeux d'or (1973)
- Une centenaire qui se porte bien (1980)

## Riconoscimenti
- 1955 – Festival internazionale del cinema di Berlino
Piccola targa di bronzo per il miglior cortometraggio per Pantomimes